# Anna Zunová
Anna Zunová (*14. května 1992) je česká moderátorka a scenáristka. Studuje žurnalistiku na Karlově univerzitě a působí též v Českém rozhlase, kde se podílí na vysílání jeho stanic Regina a Radio Wave. Pro druhou ze stanic připravuje pořad Universum. Během podzimu roku 2013 se účastnila Kreativní dílny mezinárodního projektu PRESSpektivy. Vedle toho (k listopadu 2015) též připravila nebo spolupracovala na přípravě sedmi dílů pořadu Slavné dny vysílaného internetovou televizí Stream.cz. Konkrétně to byly díly:
- „Den, kdy se Češka stala první ministryní zahraničí USA (23. leden)“[4]
- „Den zkázy raketoplánu Columbia (1. únor)“[5]
- „Den, kdy svět poznal první klonovanou ovci (22. únor)“ (spolupráce s Martinem Krušinou)[6]
- „Den, kdy Lance Armstrong po sedmé vyhrál Tour de France (24. červenec)“[7]
- „Den, kdy abdikoval král Edward VIII. (11. prosinec)“[8]
- „Den, kdy se rozhořel skandál Clinton – Lewinská (18. leden)“[9]
- „Den neštěstí na lanovce v Cavalese (3. únor)“[10]

V září 2020 se stala jednou ze spoluautorek pořadu Životy slavných na internetové televizi MALL.TV.[zdroj?]
Otcem Zunové je někdejší televizní moderátor Pavel Zuna, jemuž se narodila v jeho prvním manželství.